# Bengalia calilungae
Bengalia calilungae är en tvåvingeart som beskrevs av Rueda 1985. Bengalia calilungae ingår i släktet Bengalia och familjen spyflugor.
Artens utbredningsområde är Filippinerna. Inga underarter finns listade i Catalogue of Life.